# Мирослава Мирковић
Мирослава Б. Мирковић (Косовска Митровица, 18. август 1933 — Београд, 3. мај 2020) била је српска историчарка и универзитетска професорка. Бавила се проучавањем античког периода у историји старог века, са тежиштем на историји античког Рима и периоду римске власти на просторима југоисточне Европе. 

## Биографија
Као доктор историјских наука и редовни професор Универзитета у Београду, предавала је античку историју на Катедри за историју старог века, на Одељењу за историју Филозофског факултета у Београду. Дипломирала је на Одељењу за класичну филологију Филозофског факултета у Београду (1956), а потом је изабрана у звање асистента (1959). 
Након одбране докторске дисертације (1965) изабрана је у звање доцента. Потом је постала ванредна (1970), а потом и редовна професорка Универзитета у Београду (1978). Објавила је велики број научних и стручних радова и прилога, који су највећим делом били посвећени римском периоду античке историје на ширем простору Србије.

## Одабрана дела
- Мирковић, Мирослава (1960). „Римски Сингидунум у светлости епиграфских извора”. Зборник Филозофског факултета. Београд. 5 (1): 323—353.
- Мирковић, Мирослава (1963). „Прилог историји римске провинције Доња Панонија почетком III века н. е.”. Зборник Филозофског факултета. Београд. 7 (1): 112—117.
- Mirković, Miroslava (1968). Rimski gradovi na Dunavu u Gornjoj Meziji. Beograd: Arheološko društvo Jugoslavije.
- Мирковић, Мирослава (1968). „Остроготи у Панонији после 455 године”. Зборник Филозофског факултета. Београд. 10 (1): 119—128.
- Мирковић, Мирослава (1970). „Провинцијски сабор Горње Мезије”. Зборник Филозофског факултета. Београд. 11 (1): 83—90.
- Мирковић, Мирослава (1974). „Нека питања владе Константина и Лицинија”. Зборник Филозофског факултета. Београд. 12 (1): 139—152.
- Mirković, Miroslava (1975). „Iz istorije Polimlja u rimsko doba” (PDF). Godišnjak Akademije nauka i umjetnosti Bosne i Hercegovine. 14: 95—108. Архивирано из оригинала (PDF) 24. 01. 2021. г. Приступљено 26. 04. 2021.
- Mirković, Miroslava (1976). Inscriptions de la Mésie Supérieure. 1. Belgrade: Centre d'études épigraphiques et numismatiques.
- Мирковић, Мирослава (1979). „Лициније и прогони хришћана у Сингидунуму”. Зборник Филозофског факултета. Београд. 14 (1): 21—27.
- Мирковић, Мирослава (1981). „Римско освајање и организација римске власти”. Историја српског народа. 1. Београд: Српска књижевна задруга. стр. 66—76.
- Мирковић, Мирослава (1981). „Економско-социјални развој у II и III веку”. Историја српског народа. 1. Београд: Српска књижевна задруга. стр. 77—88.
- Мирковић, Мирослава (1981). „Централне балканске области у доба позног царства”. Историја српског народа. 1. Београд: Српска књижевна задруга. стр. 89—105.
- Mirković, Miroslava (1986). Inscriptions de la Mésie Supérieure. 2. Belgrade: Centre d'études épigraphiques et numismatiques.
- Mirković, Miroslava (1995). „Episcopus Aquensis and Bonosiacorum Scelus”. The Age of Tetrarchs. Belgrade: Serbian Academy of Sciences and Arts. стр. 207—216.
- Mirković, Miroslava (1996). „Villas et domaines dans l'illyricum central”. Зборник радова Византолошког института. 35: 57—75.
- Mirković, Miroslava (1997). The Later Roman Colonate and Freedom. Philadelphia: American Philosophical Society.
- Мирковић, Мирослава (2000). Живот и преписка светог Хијеронима. Београд: Српска књижевна задруга.
- Мирковић, Мирослава (2002). Римска држава под краљевима и у доба републике (753-27. пре Хр.): Историја и институције. Београд: Досије.
- Мирковић, Мирослава (2003). Римска држава у доба принципата и домината: Од Августа до Константина (27. пре Хр.-337. н. е.). Београд: Досије.
- Mirković, Miroslava (2006). Sirmium: Istorija rimskog grada od I do kraja VI veka (1. изд.). Sremska Mitrovica: Blago Sirmijuma.
- Mirković, Miroslava (2007). Moesia Superior: Eine Provinz an der mittleren Donau. Mainz am Rhein: Zabern.
- Mirković, Miroslava (2008). Rea Silvija i sedam rimskih kraljeva: Srodstvo i vlast u ranom Rimu. Beograd: Pravni fakultet.
- Мирковић, Мирослава (2011). „Религија и групни идентитет у средњобалканској области у римско доба”. Антика и савремени свет: Pелигија и култура. Београд: Друштво за античке студије Србије. стр. 166—177.
- Mirković, Miroslava (2012). „Co-regency: Constantine and Licinius and the political division of the Balkans”. Зборник радова Византолошког института. 49: 7—18.
- Mirković, Miroslava (2013). Municipium S: Rimski grad u Kominima kod Pljevalja. Beograd: Filozofski fakultet.
- Мирковић, Мирослава (2014). Историја римске државе од Ромула, 753. године пре Христа, до смрти Константина, 337. године нове ере. Београд: Службени гласник.
- Мирковић, Мирослава (2014). Диоклецијан. Београд: Службени гласник.
- Mirković, Miroslava (2015). Rimljani na Đerdapu: Istorija i natpisi. Zaječar: Narodni muzej.
- Мирковић, Мирослава (2016). Позно Римско царство од Диоклецијана до Теодорикова освајања Италије 284-493. Београд: Службени гласник.
- Mirković, Miroslava (2017). Sirmium: Its History from the First Century AD to 582 AD. Novi Sad: Center for Historical Research.

## Литаратура
- Stefanović, Danijela (2020). „Prof. dr Miroslava Mirković (1933-2020)”. Београдски историјски гласник. 11: 217—219.
- Ћирковић, Сима; Михаљчић, Раде (1997). „Мирковић, Мирослава”. Енциклопедија српске историографије. Београд: Knowledge. стр. 517.